# Getter Robot G
Getta Robot G (ゲッターロボG?, Gettā Robo G), è una serie televisiva anime robotica creata da Gō Nagai e Ken Ishikawa, seguito di Getter Robot. La serie, realizzata nel 1975, si compone di 39 episodi. Da essa è stato tratto un manga conosciuto come Getter Robot G di due volumi. L'anime fu parzialmente trasmesso in Italia nel 1980 col titolo Getta Robot, con l'eccezione degli episodi 14-20, 26, 28, 29 e 37-39, poi doppiati e pubblicati in Italia solo nel 2015, con l'edizione in dvd.

## Trama
La storia inizia esattamente dove finiva Getta Robot, dopo l'eroico sacrificio di Musashi Tomoe per sconfiggere l'Impero dei Dinosauri. La pace per i nostri eroi, però, è di breve durata, in quanto subito si affaccia un nuovo nemico, l'Impero dei 100 Oni (dei Demoni, nella versione televisiva italiana). Al posto di Musashi come pilota di Getta 3 viene quindi reclutato il burbero Benkei Kuruma e la lotta ricomincia.
Nella versione a fumetti, lo "stacco" tra le due serie è molto meno marcato, in quanto l'Impero dei 100 Oni fa capolino anche negli ultimi capitoli di Getta Robot ed addirittura aiuta il Team Getta a sbarazzarsi definitivamente di Gool.

## Doppiaggio
| Personaggio                                                 | Doppiatore giapponese | Doppiatore italiano                                                              |
| ----------------------------------------------------------- | --------------------- | -------------------------------------------------------------------------------- |
| Ryo (流 竜馬 - Nagare Ryōma)                                | Akira Kamiya          | Romano Malaspina (1ª voce) Massimiliano Virgilii (2ª voce)                       |
| Hayato Jin (神 隼人 - Jin Hayato)                           | Keaton Yamada         | Massimo Rossi (1ª voce) Loris Loddi (2ª voce)                                    |
| Benkei Kuruma (車 弁慶 - Kuruma Benkei)                     | Jōji Yanami           | Enzo Consoli (1ª voce) Gianluca Tusco (2ª voce)                                  |
| Michiru Saotome (早乙女 ミチル - Saotome Michiru)           | Rihoko Yoshida        | Laura Boccanera (1ª voce) Ilaria Latini (2ª voce)                                |
| Genki Saotome (早乙女 元気 - Saotome Genki)                 | Hiroko Kikuchi        | Fabrizio Vidale (1ª voce) Mattia Fabiano (2ª voce)                               |
| Dott. Saotome (早乙女博士 - Professor Saotome)              | Kousei Tomita         | Diego Reggente                                                                   |
| Imperatore Brai (ブライ大帝 - Imperatore Burai)             | Jōji Yanami           | Guido De Salvi (1ª voce) Edoardo Siravo (2ª voce)                                |
| Maresciallo Hidler (ヒドラー元帥 - Gran Maresciallo Hidrer) | Ken'ichi Ogata        | Vittorio Di Prima (1ª voce) Pino Insegno (2ª voce)                               |
| Dott. Guller (ぐらあ はかせ Professor Guller)               | Kōji Yada             | Diego Michelotti (1ª voce) Giorgio Locuratolo (2ª voce) Renato Cortesi (3ª voce) |

## Episodi
Dall'ultimo attacco nemico, il professor Saotome ipotizza l'esistenza della base dei demoni: un'isola nel Pacifico. Ryo, Hayato e Benkei decollano immediatamente per una sortita a sorpresa. Dovranno far fronte a diversi tranelli posti lungo il cammino, alla tremenda potenza del Demon Robot e alla potenza di fuoco dell'avamposto nemico: una vera e propria isola fortificata. 
| Nº | Titolo italiano Giapponese 「Kanji」 - Rōmaji - Traduzione letterale | In onda           | In onda |
| Nº | Titolo italiano Giapponese 「Kanji」 - Rōmaji - Traduzione letterale | Giapponese        |         |
| 1  | Getta Robot reincarnato 「蘇れゲッターロボ!!」 - Yomigaere Getter Robot!! – "Risorgi Getter Robot!!"                                                                                   | 15 maggio 1975    |         |
| 2  | Il segreto dell'Impero dei Demoni 「恐るべき百鬼帝国の謎」 - Osorubeki hyakki teikoku no nazo – "Il terrible mistero del devastante impero"                                            | 22 maggio 1975    |         |
| 3  | Operazioni petroliere del cielo 「悪の罠！空飛ぶ船団」 - Aku no wana! Soratobu sendan – "Trappola malvagia! La flotta volante"                                                         | 29 maggio 1975    |         |
| 4  | Pomo della discordia 「ベンケイ！涙の勝利」 - Benkei! Namida no shoori – "Benkei! Trionfo delle lacrime"                                                                               | 5 giugno 1975     |         |
| 5  | Operazione bomba "H" 「恐怖の水爆大作戦」 - Kyoofu no suibaku dai-sakusen – "La grande strategia della terribile bomba all'idrogeno"                                                   | 12 giugno 1975    |         |
| 6  | La tribù dei cento demoni 「夢を裂く百鬼一族」 - Yume o saku hyakki ichizoku – "La terribile stirpe che lacera i sogni"                                                                | 19 giugno 1975    |         |
| 7  | La ricerca dell'aereo misterioso 「追跡！黒いジェット機」 - Tsuiseki! Kuroi jettoki – "Inseguimento! Il jet nero"                                                                      | 26 giugno 1975    |         |
| 8  | Due stelle luminose nella notte 「夜空に輝く二つ星」 - Yozora ni kagayaku futatsuboshi – "Due stelle splendono nel cielo notturno"                                                     | 3 luglio 1975     |         |
| 9  | S.O.S. Getta Robot è scomparso 「ＳＯＳ！ゲッターロボ応答せよ」 - SOS! Getter Robot ootoo seyo – "SOS! Getter Robot rispondi!"                                                         | 10 luglio 1975    |         |
| 10 | Attacco all'isola dei demoni 「悪魔の島を攻撃せよ！」 - Akuma no shima o koogeki seyo – "Attaccare l'isola del diavolo!"                                                               | 17 luglio 1975    |         |
| 11 | Il cammino del diavolo Jirai 「百鬼帝国！将軍への道」 - Hyakki teikoku! Shoogun e no michi – "Il terribile impero! La via per essere generale"                                         | 24 luglio 1975    |         |
| 12 | Duello nel West 「遥かなる荒野の決闘！」 - Harukanaru kooya no kettoo! – "Sfida in una remota landa desolata!"                                                                         | 31 luglio 1975    |         |
| 13 | Il laboratorio appeso a un filo 「こうもり爆弾！危機一発」 - Koomori bakudan! Kiki ippatsu – "Bomba-pipistrello! Massima crisi"                                                        | 7 agosto 1975     |         |
| 14 | L'amico scomparso nel vento 「友達は風になった」 - Tomodachi wa kaze ni natta – "Un amico disperso nel vento"                                                                          | 14 agosto 1975    |         |
| 15 | La ballata della farfalla rossa 「赤い蝶のバラード」 - Akai choo no Ballad – "La ballata della farfalla rossa"                                                                         | 21 agosto 1975    |         |
| 16 | Una battaglia disperata 「死闘!!嵐吹く男の道」 - Shitoo! Arashi fuku otoko no michi – "Lotta disperata! La via di un uomo su cui infuria la tempesta"                                  | 28 agosto 1975    |         |
| 17 | Il cagnolino 「コロよ明日に吠えろ！」 - Koro yo Ashita ni hoero! – "Koro! Ulula al domani"                                                                                             | 4 settembre 1975  |         |
| 18 | Pericolo al largo della penisola di Izu 「危うし伊豆半島沖！」 - Ayaushi Izu hantoo oki! – "La penisola di Izu in pericolo!"                                                           | 11 settembre 1975 |         |
| 19 | Salvate il professor Saotomè 「早乙女博士を救出せよ！」 - Saotome hakase o kyūshutsu seyo! – "Salvate il professor Saotome!"                                                           | 18 settembre 1975 |         |
| 20 | Il devastante attacco alla mega fortezza demoniaca 「大攻撃！メカ要塞鬼」 - Dai koogeki! Meka yoosai oni – "Grande attacco! La terribile fortezza Meka (Fortezza volante del Demonio)" | 25 settembre 1975 |         |
| 21 | Faville luminose 「大決戦！シャインスパーク」 - Dai kessen! Shine Spark – "Grande battaglia decisiva! Shine Spark"                                                                     | 2 ottobre 1975    |         |
| 22 | Un jumbo jet è scomparso in mare 「海底に消えたジャンボ機」 - Kaitei ni kieta Janboki – "Jumbo scomparso nel fondo marino"                                                             | 9 ottobre 1975    |         |
| 23 | Un clown al chiaro di luna 「月光に踊るピエロ」 - Gekkoo ni odoru Piero – "Il pagliaccio danzante nella luce lunare"                                                                   | 16 ottobre 1975   |         |
| 24 | Un ragazzo grida 「海に叫ぶ少年！」 - Umi ni sakebu shoonen! – "Il ragazzo che urla al mare"                                                                                           | 23 ottobre 1975   |         |
| 25 | Michiru scompare nel lago 「渚に消えたミチル」 - Mizūmi ni kieta Michiru – "Michiru scomparsa nel lago"                                                                                | 6 novembre 1975   |         |
| 26 | L'amico ritrovato 「鬼になったあいつ！」 - Oni ni natta aitsu! – "Quel tizio è un demonio!"                                                                                            | 13 novembre 1975  |         |
| 27 | Le rondini volano alte 「つばめよ元気にとべ！」 - Tsubame yo Genki ni tobe! – "O rondine! Vola allegramente!"                                                                          | 20 novembre 1975  |         |
| 28 | Il fiume giallo 「緑の地球が死ぬ」 - Midori no chikyū ga shinu! – "La verde Terra morirà!"                                                                                             | 4 dicembre 1975   |         |
| 29 | Gioia e lacrime 「涙のあとに口笛を」 - Namida no ato ni kuchibue o – "Un fischio dopo le lacrime..."                                                                                   | 11 dicembre 1975  |         |
| 30 | Operazione neve 「ドライスノー奇襲作戦！」 - Dorai sunoo kishū sakusen – "Operazione attacco a sorpresa: Dry Snow"                                                                     | 25 dicembre 1975  |         |
| 31 | Sputa fuoco, spada di Ryo 「燃えろ！リョウの剣」 - Moero! Ryoo no ken – "Infiammati! La spada di Ryo"                                                                                  | 8 gennaio 1976    |         |
| 32 | Genki, chi è quella ragazza? 「元気あの子ってなんなのさ！」 - Genki ano ko-tte nan-na-no-sa – "Ma quel bambino così vivace, che sarà mai?!"                                            | 15 gennaio 1976   |         |
| 33 | Il tramonto rosso sangue 「夕焼け空が知っている」 - Yūyakezora ga shitteiru – "Il cielo rosso del tramonto lo sa..."                                                                   | 22 gennaio 1976   |         |
| 34 | Getta Robot contro i Tre Fratelli Diavoli 「対決！百鬼三兄弟」 - Taiketsu! Hyakki san-kyoodai – "Scontro!! Tre fratelli terribili"                                                     | 5 febbraio 1976   |         |
| 35 | Il vecchio diavolo non muore mai 「百鬼老兵は死なず」 - Hyakki roohei wa shinazu – "Il terribile veterano non morrà"                                                                   | 12 febbraio 1976  |         |
| 36 | Operazione morte Benkei 「ベンケイ暗殺計画」 - Benkei ansatsu keikaku – "Progetto: assassinio Benkei"                                                                                  | 26 febbraio 1976  |         |
| 37 | La minaccia arriva dal mare 「危機迫る日本近海！」 - Kikisemaru Nippon kinkai! – "Mare costiero del Giappone, crisi incombente!"                                                       | 11 marzo 1976     |         |
| 38 | Controffensiva suicida! 「ブライ大帝決死の大反撃！」 - Brai taitei Kesshi no dai-hangeki! – "Il grande imperatore Brai: la grande controffensiva suicida"                              | 18 marzo 1976     |         |
| 39 | L'impero si scaglia contro Getta Robot 「大決戦！日本上空」 - Dai-kessen! Nippon jookū – "Grande battaglia decisiva! Sui cieli del Giappone"                                           | 25 marzo 1976     |         |

## Manga

Copertina del primo volume dell'edizione Dynamic Italia

Il manga è stato serializzato da maggio ad agosto 1975 da Shogakukan sulla rivista Weekly Shōnen Sunday e in seguito raccolto in due volumi tankōbon. L'edizione italiana è stata pubblicata prima dalla Dynamic Italia su Dynamic Manga nn. 11-12 (da settembre-ottobre 2001 a gennaio-febbraio 2002), e successivamente dalla d/visual su Getter Saga nn. 4-5 (dal 24 marzo al 12 maggio 2006).